# Bitwa pod Suvali
Bitwa morska pod Suvali – starcie zbrojne, które miało miejsce w dniach 29–30 listopada 1612 w trakcie angielsko-portugalskich walk kolonialnych. Do bitwy doszło w pobliżu wybrzeża Gujaratu w Indiach. 
W wyniku bitwy morskiej pod Diu, Portugalczycy uzyskali monopol na handel morski na Oceanie Indyjskim. W latach 1551–1600 coraz większe wpływy w rejonie zaczęły uzyskiwać angielskie kompanie handlowe, które skupiły się na zyskach z handlu przyprawami. Do największych z nich należała założona w roku 1600 Brytyjska Kompania Wschodnioindyjska, która organizowała konwoje do Japonii (1611) oraz do Indii i na Sumatrę (1612). 
W roku 1612 angielski kapitan Thomas Best popłynął do Suratu, a jego celem były rozmowy handlowe. Dnia 10 listopada 1612 r. Anglicy obrali kurs na Suvali, na północ od Suratu, gdzie Best spotkał się z miejscowym gubernatorem. Dnia 24 listopada obie strony porozumiały się w kwestiach handlowych. Stojąca w porcie eskadra angielska liczyła 4 galeony (Red Dragon, Hosiander, James oraz Solomon). 
Dnia 28 listopada w rejonie niespodziewanie pojawiły się jednostki portugalskie (4 galeony). Dzień później zakotwiczyły niedaleko Suvali. Po południu doszło do wzajemnego ostrzału z dział, który jednak nie wyrządził żadnej ze stron większych szkód. Rankiem 30 listopada Red Dragon i Hosiander zbliżyły się do portugalskich jednostek, wykorzystując wzburzone morze ponownie ostrzelały przeciwnika, uszkadzając poważnie jeden galeon. Wieczorem Portugalczycy posłali w kierunku okrętów angielskich brander, który został jednak zniszczony ogniem dział. W akcji zginęło 80 Portugalczyków. Przez kilka następnych dni obie eskadry śledziły wzajemnie swoje ruchy, po czym 5 grudnia Best obrał kurs na Diu. 
W trakcie bitwy Anglicy utracili 3 ludzi, natomiast Portugalczycy 1 galeon oraz ponad 160 ludzi. Niewielka w gruncie rzeczy bitwa morska była początkiem końca portugalskiego panowania w handlu z Indiami. Zmieniło też przychylność władz Gujaratu, które od tego czasu bardziej skłaniały się ku Anglikom aniżeli Portugalczykom. 